# Лауквик, Юн
Юн Лауквик (норв. Jon Laukvik; род. 16 декабря 1952, Осло) — норвежский органист и музыкальный педагог.
Учился в Осло, затем в Кёльнской Высшей школе музыки у Михаэля Шнайдера (орган) и Хуго Руфа (клавесин), совершенствовал своё мастерство в Париже у Мари-Клер Ален. Лауреат первой премии Международной органной недели в Нюрнберге (1977). В 1980—2001 гг. — профессор Штутгартской Высшей школы музыки (среди его учеников, в частности, Йорг Халубек), с 2001 г. преподаёт в Осло.
Записал произведения Иоганна Себастьяна Баха, Карла Филиппа Эммануэля Баха, Иоганна Христиана Киттеля, Андре Резона.
Автор двухтомного учебника «Органная школа исторического исполнительства» (нем. Orgelschule zur historischen Aufführungspraxis; первый том — барокко и классицизм, второй том — романтизм), редактор выходивших в Германии изданий музыки Георга Фридриха Генделя и Луи Вьерна. Выступает также как автор оригинальных органных сочинений.